# Radolichta
Radolichta (en macédonien Радолишта, en albanais Ladorishti) est un village du sud-ouest de la Macédoine du Nord, situé dans la municipalité de Struga. Le village comptait 3 119 habitants en 2002. Il est majoritairement albanais. Il est connu pour les ruines de sa basilique paléochrétienne.

## Démographie
Lors du recensement de 2002, le village comptait :
- Albanais : 3 085 ;
- autres : 34.